# Jüdische Gemeinde Stropkov
Die jüdische Gemeinde Stropkov (deutsch Stroppkau, ungarisch Sztropkó)⊙ bildete sich Anfang des 19. Jahrhunderts und gehörte zu einer der größten jüdischen Gemeinden der Region.

## Geschichte
Seit Mitte des 17. Jahrhunderts siedelten Juden in Stropkov.
Sie flohen aus Polen vor den dortigen Pogromen.
In Stropkov trugen sie zu einem wirtschaftlichen Aufschwung bei.
Wahrscheinlich aus Neid auf ihren wirtschaftlichen Erfolg wurden sie um 1700 aus Stropkov vertrieben.
Sie ließen sich in den umliegenden Dörfern nieder.
Speziell in Tisinec, 4 km nördlich von Stropkov, entstand eine jüdische Gemeinde mit einem jüdischen Friedhof⊙.
Auf diesem Friedhof wurden auch die verstorbenen Juden aus Stropkov beigesetzt.
Anfang des 19. Jahrhunderts durften sich die Juden wieder in Stropkov niederlassen.
Es entstand eine jüdische Gemeinde, zu der auch die Juden aus den Ortschaften der Umgebung von Stropkov gehörten.
Sie wuchs schnell zu einer der größten jüdischen Gemeinden der Region an.
Sie hatte eine Synagoge und eine anerkannte Tora-Schule.
Erst 1892 wurde die Anlage eines Friedhofes⊙ genehmigt.
1942 fand auf ihm die letzte Beerdigung statt.
Um 1930 waren fast die Hälfte der Einwohner von Stropkov Juden.
Mit Erstarken des Nationalsozialismus wurde die Lage der Juden in Stropkov schwierig.
Am 24. Mai 1942 ging der erste Transport mit mehreren hundert Juden in das KZ Auschwitz ab.
Nur 100 Juden blieben in Stropkov zurück.
Nach dem Krieg lebten nur vereinzelt Juden in Stropkov.

## Einwohnerentwicklung Stropkov
| Jahr | Einwohner | davon Juden | in Prozent |
| ---- | --------- | ----------- | ---------- |
| 1880 | 2.308     | 895         | 38,78 %    |
| 1910 | 2.828     | 1.148       | 40,59 %    |
| 1930 | 3.044     | 1.031       | 33,87 %    |
| 1991 | 9.719     | 1           | 0,01 %     |
| 2001 | 10.874    | 0           | 0,00 %     |

## Ladomirová
Das Dorf Ladomirová liegt 20 km nördlich von Stropkov und 20 km südlich der polnischen Grenze.
Durch diese spezielle Lage war das Dorf ein beliebter Marktort, zu dem Händler aus der ganzen Umgebung, auch aus Polen kamen.
Dies wiederum förderte die Ansiedlung von Juden.
Sie hatten sogar einen kleinen Friedhof auf einem Hügel in der Nähe des Ortes.
Die Juden von Ladomirová wurden im Frühjahr 1942 deportiert.
Ziele der Transporte waren das Konzentrations- und Vernichtungslager Lublin-Majdanek, das KZ Auschwitz-Birkenau, das Ghetto Puławy und das Durchgangslager Ghetto Rejowiec und von dort das Vernichtungslager Sobibor.

## Einwohnerentwicklung Ladomirová
| Jahr | Juden | Anmerkungen                  |
| ---- | ----- | ---------------------------- |
| 1828 | 153   |                              |
| 1880 | 309   | ca. 40 % der Dorfbevölkerung |
| 1940 | 193   |                              |

## Rabbiner
Der erste Rabbiner von Stropkov und Tisinec war Rabbi Moshe Schonfeld (17??–1826).
Er war bis 1820 Rabbi von Stropkov.
Dann ging er nach Vranov nad Topľou, wo er 1826 starb.
Von 1833 bis 1841 war Jekusiel Jehuda Teitelbaum Rabbiner in Stropkov und Vorsitzender des Beth Din.
1841 ging er nach Sátoraljaújhely, 1856 nach Drohobytsch.
Ab 1858 diente er als Oberrabbiner in Sighetu Marmației bis zu seinem Tod 1883.
Chaim Yosef Gottlieb von Stropkov (1790–11. März 1867) wurde der Stropkover Rebbe genannt.
Auf Empfehlung durch Chaim Halberstam wurde er 1847 Oberrabbiner und Vorsitzender des Beth Din in Stropkov.
Dieses Amt füllte er bis zu seinem Tod aus.
Er wurde auf dem jüdischen Friedhof Tisinec beerdigt.
Sein Grab dort ist bis heute Gegenstand der Verehrung seiner Anhänger.
Yechezkel Shraga Halberstam (1813–1898) war der Sohn von Rabbi Chaim Halberstam.
Er war zunächst Rabbi von Sieniawa.
1868 kam er als Rabbiner nach Stropkov und blieb dort bis 1881.
Dann kehrte er nach Sieniawa zurück.
Moshe Yosef Teitelbaum (1842–1897) war der Sohn von Jekusiel Jehuda Teitelbaum.
Er war ab 1880 Oberrabbiner und Vorsitzender des Beth Din in Stropkov.
Yitzhak Hersh Amsel (1855–1934) war zunächst Rabbiner in Stropkov und wechselte dann nach Zborov.
Er war ein Nachfahre von Judah Löw.
Als er starb, wurde er auf dem jüdischen Friedhof in Stropkov begraben und über seinem Grab wurde ein Ohel errichtet, welches bis heute erhalten ist.
Avraham Shalom Halberstam (1856–1940) war Sohn von Yechezkel Shraga Halberstam und Enkel von Chaim Halberstam.
Er war etwa 40 Jahre lang Rabbiner in Stropkov.
Um 1930 wechselte er als Rabbiner nach Košice.
Menachem Mendl Halberstam (1873–1954) war der Sohn von Avraham Shalom Halberstam.
Er folgte seinem Vater als Rabbi von Stropkov.
Er überlebte den Holocaust und gründete nach dem Krieg in Williamsburg (Brooklyn) die Strokover Jeschiwa, an der er bis zu seinem Tod lehrte.

### Vorfahren und Nachfahren der Rabbis Halberstam von Stropkov
| Arye Leibish Halberstam 1762 (oder 1770) – 1831                                                                    | Arye Leibish Halberstam 1762 (oder 1770) – 1831                                                                    | Arye Leibish Halberstam 1762 (oder 1770) – 1831                                                                    | Arye Leibish Halberstam 1762 (oder 1770) – 1831                                                                    | Arye Leibish Halberstam 1762 (oder 1770) – 1831                                                                    | Arye Leibish Halberstam 1762 (oder 1770) – 1831                                                                    |  |  | Miriam Ashkenazi * 1777                                                                                  | Miriam Ashkenazi * 1777                                                                                  | Miriam Ashkenazi * 1777                                                                                  | Miriam Ashkenazi * 1777                                                                                  | Miriam Ashkenazi * 1777                                                                                  | Miriam Ashkenazi * 1777                                                                                  |
| Arye Leibish Halberstam 1762 (oder 1770) – 1831                                                                    | Arye Leibish Halberstam 1762 (oder 1770) – 1831                                                                    | Arye Leibish Halberstam 1762 (oder 1770) – 1831                                                                    | Arye Leibish Halberstam 1762 (oder 1770) – 1831                                                                    | Arye Leibish Halberstam 1762 (oder 1770) – 1831                                                                    | Arye Leibish Halberstam 1762 (oder 1770) – 1831                                                                    |  |  | Miriam Ashkenazi * 1777                                                                                  | Miriam Ashkenazi * 1777                                                                                  | Miriam Ashkenazi * 1777                                                                                  | Miriam Ashkenazi * 1777                                                                                  | Miriam Ashkenazi * 1777                                                                                  | Miriam Ashkenazi * 1777                                                                                  |
| | | | | | |  |  | | | | | | |
| Chaim Halberstam 13. Mai 1793 (oder 1797 oder 1792) in Tarnogród – 19. April 1876 in Nowy Sącz                     | Chaim Halberstam 13. Mai 1793 (oder 1797 oder 1792) in Tarnogród – 19. April 1876 in Nowy Sącz                     | Chaim Halberstam 13. Mai 1793 (oder 1797 oder 1792) in Tarnogród – 19. April 1876 in Nowy Sącz                     | Chaim Halberstam 13. Mai 1793 (oder 1797 oder 1792) in Tarnogród – 19. April 1876 in Nowy Sącz                     | Chaim Halberstam 13. Mai 1793 (oder 1797 oder 1792) in Tarnogród – 19. April 1876 in Nowy Sącz                     | Chaim Halberstam 13. Mai 1793 (oder 1797 oder 1792) in Tarnogród – 19. April 1876 in Nowy Sącz                     |  |  | Rachel Feyga Frenkel-teumim Frankel 1797–1861 (oder: Rachel Faiga Frankel Tomem 1788–1845)               | Rachel Feyga Frenkel-teumim Frankel 1797–1861 (oder: Rachel Faiga Frankel Tomem 1788–1845)               | Rachel Feyga Frenkel-teumim Frankel 1797–1861 (oder: Rachel Faiga Frankel Tomem 1788–1845)               | Rachel Feyga Frenkel-teumim Frankel 1797–1861 (oder: Rachel Faiga Frankel Tomem 1788–1845)               | Rachel Feyga Frenkel-teumim Frankel 1797–1861 (oder: Rachel Faiga Frankel Tomem 1788–1845)               | Rachel Feyga Frenkel-teumim Frankel 1797–1861 (oder: Rachel Faiga Frankel Tomem 1788–1845)               |
| Chaim Halberstam 13. Mai 1793 (oder 1797 oder 1792) in Tarnogród – 19. April 1876 in Nowy Sącz                     | Chaim Halberstam 13. Mai 1793 (oder 1797 oder 1792) in Tarnogród – 19. April 1876 in Nowy Sącz                     | Chaim Halberstam 13. Mai 1793 (oder 1797 oder 1792) in Tarnogród – 19. April 1876 in Nowy Sącz                     | Chaim Halberstam 13. Mai 1793 (oder 1797 oder 1792) in Tarnogród – 19. April 1876 in Nowy Sącz                     | Chaim Halberstam 13. Mai 1793 (oder 1797 oder 1792) in Tarnogród – 19. April 1876 in Nowy Sącz                     | Chaim Halberstam 13. Mai 1793 (oder 1797 oder 1792) in Tarnogród – 19. April 1876 in Nowy Sącz                     |  |  | Rachel Feyga Frenkel-teumim Frankel 1797–1861 (oder: Rachel Faiga Frankel Tomem 1788–1845)               | Rachel Feyga Frenkel-teumim Frankel 1797–1861 (oder: Rachel Faiga Frankel Tomem 1788–1845)               | Rachel Feyga Frenkel-teumim Frankel 1797–1861 (oder: Rachel Faiga Frankel Tomem 1788–1845)               | Rachel Feyga Frenkel-teumim Frankel 1797–1861 (oder: Rachel Faiga Frankel Tomem 1788–1845)               | Rachel Feyga Frenkel-teumim Frankel 1797–1861 (oder: Rachel Faiga Frankel Tomem 1788–1845)               | Rachel Feyga Frenkel-teumim Frankel 1797–1861 (oder: Rachel Faiga Frankel Tomem 1788–1845)               |
| | | | | | |  |  | | | | | | |
| Yechezkel Shraga von Sieniawa Halberstam * 1814 (oder 1813 oder 1826) in Tarnogród – 19. Dezember 1898 in Sieniawa | Yechezkel Shraga von Sieniawa Halberstam * 1814 (oder 1813 oder 1826) in Tarnogród – 19. Dezember 1898 in Sieniawa | Yechezkel Shraga von Sieniawa Halberstam * 1814 (oder 1813 oder 1826) in Tarnogród – 19. Dezember 1898 in Sieniawa | Yechezkel Shraga von Sieniawa Halberstam * 1814 (oder 1813 oder 1826) in Tarnogród – 19. Dezember 1898 in Sieniawa | Yechezkel Shraga von Sieniawa Halberstam * 1814 (oder 1813 oder 1826) in Tarnogród – 19. Dezember 1898 in Sieniawa | Yechezkel Shraga von Sieniawa Halberstam * 1814 (oder 1813 oder 1826) in Tarnogród – 19. Dezember 1898 in Sieniawa |  |  | Chana Rachel Ramra"z (oder: Breindel Eichenstein oder Toba Halberstam oder Taube Beile Lipschutz * 1820) | Chana Rachel Ramra"z (oder: Breindel Eichenstein oder Toba Halberstam oder Taube Beile Lipschutz * 1820) | Chana Rachel Ramra"z (oder: Breindel Eichenstein oder Toba Halberstam oder Taube Beile Lipschutz * 1820) | Chana Rachel Ramra"z (oder: Breindel Eichenstein oder Toba Halberstam oder Taube Beile Lipschutz * 1820) | Chana Rachel Ramra"z (oder: Breindel Eichenstein oder Toba Halberstam oder Taube Beile Lipschutz * 1820) | Chana Rachel Ramra"z (oder: Breindel Eichenstein oder Toba Halberstam oder Taube Beile Lipschutz * 1820) |
| Yechezkel Shraga von Sieniawa Halberstam * 1814 (oder 1813 oder 1826) in Tarnogród – 19. Dezember 1898 in Sieniawa | Yechezkel Shraga von Sieniawa Halberstam * 1814 (oder 1813 oder 1826) in Tarnogród – 19. Dezember 1898 in Sieniawa | Yechezkel Shraga von Sieniawa Halberstam * 1814 (oder 1813 oder 1826) in Tarnogród – 19. Dezember 1898 in Sieniawa | Yechezkel Shraga von Sieniawa Halberstam * 1814 (oder 1813 oder 1826) in Tarnogród – 19. Dezember 1898 in Sieniawa | Yechezkel Shraga von Sieniawa Halberstam * 1814 (oder 1813 oder 1826) in Tarnogród – 19. Dezember 1898 in Sieniawa | Yechezkel Shraga von Sieniawa Halberstam * 1814 (oder 1813 oder 1826) in Tarnogród – 19. Dezember 1898 in Sieniawa |  |  | Chana Rachel Ramra"z (oder: Breindel Eichenstein oder Toba Halberstam oder Taube Beile Lipschutz * 1820) | Chana Rachel Ramra"z (oder: Breindel Eichenstein oder Toba Halberstam oder Taube Beile Lipschutz * 1820) | Chana Rachel Ramra"z (oder: Breindel Eichenstein oder Toba Halberstam oder Taube Beile Lipschutz * 1820) | Chana Rachel Ramra"z (oder: Breindel Eichenstein oder Toba Halberstam oder Taube Beile Lipschutz * 1820) | Chana Rachel Ramra"z (oder: Breindel Eichenstein oder Toba Halberstam oder Taube Beile Lipschutz * 1820) | Chana Rachel Ramra"z (oder: Breindel Eichenstein oder Toba Halberstam oder Taube Beile Lipschutz * 1820) |
| | | | | | |  |  | | | | | | |
| Avraham Shalom von Stropkov Halberstam 1857 (oder 1854) in Stropkov – 12. Juni 1940 in Košice                      | Avraham Shalom von Stropkov Halberstam 1857 (oder 1854) in Stropkov – 12. Juni 1940 in Košice                      | Avraham Shalom von Stropkov Halberstam 1857 (oder 1854) in Stropkov – 12. Juni 1940 in Košice                      | Avraham Shalom von Stropkov Halberstam 1857 (oder 1854) in Stropkov – 12. Juni 1940 in Košice                      | Avraham Shalom von Stropkov Halberstam 1857 (oder 1854) in Stropkov – 12. Juni 1940 in Košice                      | Avraham Shalom von Stropkov Halberstam 1857 (oder 1854) in Stropkov – 12. Juni 1940 in Košice                      |  |  | Chaya Shlichter                                                                                          | Chaya Shlichter                                                                                          | Chaya Shlichter                                                                                          | Chaya Shlichter                                                                                          | Chaya Shlichter                                                                                          | Chaya Shlichter                                                                                          |
| Avraham Shalom von Stropkov Halberstam 1857 (oder 1854) in Stropkov – 12. Juni 1940 in Košice                      | Avraham Shalom von Stropkov Halberstam 1857 (oder 1854) in Stropkov – 12. Juni 1940 in Košice                      | Avraham Shalom von Stropkov Halberstam 1857 (oder 1854) in Stropkov – 12. Juni 1940 in Košice                      | Avraham Shalom von Stropkov Halberstam 1857 (oder 1854) in Stropkov – 12. Juni 1940 in Košice                      | Avraham Shalom von Stropkov Halberstam 1857 (oder 1854) in Stropkov – 12. Juni 1940 in Košice                      | Avraham Shalom von Stropkov Halberstam 1857 (oder 1854) in Stropkov – 12. Juni 1940 in Košice                      |  |  | Chaya Shlichter                                                                                          | Chaya Shlichter                                                                                          | Chaya Shlichter                                                                                          | Chaya Shlichter                                                                                          | Chaya Shlichter                                                                                          | Chaya Shlichter                                                                                          |
| | | | | | |  |  | | | | | | |
| Menachem Mendel von Stropkov Halberstam 1879 – 5. September 1954                                                   | Menachem Mendel von Stropkov Halberstam 1879 – 5. September 1954                                                   | Menachem Mendel von Stropkov Halberstam 1879 – 5. September 1954                                                   | Menachem Mendel von Stropkov Halberstam 1879 – 5. September 1954                                                   | Menachem Mendel von Stropkov Halberstam 1879 – 5. September 1954                                                   | Menachem Mendel von Stropkov Halberstam 1879 – 5. September 1954                                                   |  |  | Esther Parnes 1884–1944                                                                                  | Esther Parnes 1884–1944                                                                                  | Esther Parnes 1884–1944                                                                                  | Esther Parnes 1884–1944                                                                                  | Esther Parnes 1884–1944                                                                                  | Esther Parnes 1884–1944                                                                                  |
| Menachem Mendel von Stropkov Halberstam 1879 – 5. September 1954                                                   | Menachem Mendel von Stropkov Halberstam 1879 – 5. September 1954                                                   | Menachem Mendel von Stropkov Halberstam 1879 – 5. September 1954                                                   | Menachem Mendel von Stropkov Halberstam 1879 – 5. September 1954                                                   | Menachem Mendel von Stropkov Halberstam 1879 – 5. September 1954                                                   | Menachem Mendel von Stropkov Halberstam 1879 – 5. September 1954                                                   |  |  | Esther Parnes 1884–1944                                                                                  | Esther Parnes 1884–1944                                                                                  | Esther Parnes 1884–1944                                                                                  | Esther Parnes 1884–1944                                                                                  | Esther Parnes 1884–1944                                                                                  | Esther Parnes 1884–1944                                                                                  |
| | | | | | |  |  | | | | | | |
| Yechezkel Shraga Edward Halberstam 1900–1942, ermordet in einem KZ in Polen                                        | | | | | |  |  | | | | | | |

Abweichende Quellenangaben in Klammern.